# National Society of Film Critics Awards 2018
La 52ª edizione dei National Society of Film Critics Awards, annunciati il 6 gennaio 2018, ha premiato i migliori film del 2017 secondo i membri della National Society of Film Critics (NSFC).

## Vincitori
A seguire vengono indicati i vincitori, in grassetto, e gli altri classificati, ciascuno col numero di voti ricevuti (tra parentesi):

### Miglior film
1. Lady Bird, regia di Greta Gerwig (41)
2. Scappa - Get Out (Get Out), regia di Jordan Peele (39)
3. Il filo nascosto (Phantom Thread), regia di Paul Thomas Anderson (28)

### Miglior regista
1. Greta Gerwig - Lady Bird (37)
2. Paul Thomas Anderson - Il filo nascosto (Phantom Thread) (36) ex aequo con Jordan Peele - Scappa - Get Out (Get Out) (36)

### Miglior attore
1. Daniel Kaluuya - Scappa - Get Out (Get Out) (44)
2. Daniel Day-Lewis - Il filo nascosto (Phantom Thread) (34)
3. Timothée Chalamet - Chiamami col tuo nome (Call Me by Your Name) (24)

### Miglior attrice
1. Sally Hawkins - La forma dell'acqua - The Shape of Water (The Shape of Water) e Maudie - Una vita a colori (Maudie) (49)
2. Saoirse Ronan - Lady Bird (44)
3. Frances McDormand - Tre manifesti a Ebbing, Missouri (Three Billboards Outside Ebbing, Missouri) (24) ex aequo con Cynthia Nixon - A Quiet Passion (24)

### Miglior attore non protagonista
1. Willem Dafoe - Un sogno chiamato Florida (The Florida Project) (62)
2. Michael Stuhlbarg - Chiamami col tuo nome (Call Me by Your Name), La forma dell'acqua - The Shape of Water (The Shape of Water) e The Post (25)
3. Sam Rockwell - Tre manifesti a Ebbing, Missouri (Three Billboards Outside Ebbing, Missouri) (23)

### Miglior attrice non protagonista
1. Laurie Metcalf - Lady Bird (74)
2. Lesley Manville - Il filo nascosto (Phantom Thread) (36)
3. Allison Janney - Tonya (I, Tonya) (24)

### Miglior sceneggiatura
1. Greta Gerwig - Lady Bird (50)
2. Jordan Peele - Scappa - Get Out (Get Out) (49)
3. Paul Thomas Anderson - Il filo nascosto (Phantom Thread) (31)

### Miglior fotografia
1. Roger Deakins - Blade Runner 2049 (40)
2. Hoyte van Hoytema - Dunkirk  (39)
3. Alexis Zabé - Un sogno chiamato Florida (The Florida Project) (36)

### Miglior film in lingua straniera
1. Un padre, una figlia (Bacalaureat), regia di Cristian Mungiu (Romania) (35)
2. Visages, villages, regia di Agnès Varda (Francia) (30)
3. 120 battiti al minuto (120 battements par minute), regia di Robin Campillo (Francia) (29)

### Miglior documentario
1. Visages, villages, regia di Agnès Varda (70)
2. Ex Libris: The New York Public Library, regia di Frederick Wiseman (34)
3. Dawson City - Il tempo tra i ghiacci (Dawson City: Frozen Time), regia di Bill Morrison (32)

### Film Heritage Award
- La mostra One Way or Another: Black Women’s Cinema, 1970-1991, curata dalla Brooklyn Academy of Music[2]
- Dan Talbot «per il suo impegno pionieristico come esercente e distributore nel portare il cinema di tutto il mondo negli Stati Uniti»[2]

### Miglior film in attesa di una distribuzione statunitense
- Pokot, regia di Agnieszka Holland (Polonia)